# Armindo de Freitas Ribeiro de Faria
Armindo de Freitas Ribeiro de Faria (Vizela, São João das Caldas, 6 de março de 1866 – Vizela, S. João das Caldas, 4 de março de 1924) foi um médico e político português. 
Ainda no tempo da Monarquia Constitucional, foi Vereador da Câmara Municipal de Guimarães, durante três mandatos (1902-1910). Durante a Primeira República foi líder do Partido Evolucionista no Distrito de Braga, Senador da República e Governador Civil de Braga.  
Destacou-se na luta pela elevação de Vizela a concelho, tendo construído o chamado "Castelo de Vizela", a expensas suas, para ser os futuros Paços do Concelho. 

## Biografia
Filho de Joaquim de Freitas Ribeiro de Faria (Vizela, S. João das Caldas, 27 de outubro de 1838 – Vizela, S. João das Caldas, 28 de novembro de 1904), proprietário e empresário, e de sua mulher (casados a 16 de setembro de 1860) Ana Emília Gonçalves de Freitas. 
Casou na Capela de S. João Baptista, no lugar do Assento da Freguesia de Regilde (Felgueiras), a 21 de dezembro de 1891, com Teresa da Silva Bravo (Felgueiras, Regilde, 6 de outubro de 1871 – Vizela, S. João das Caldas, 15 de agosto de 1942), da qual teve quatro filhos e uma filha.
Era sobrinho-neto de Faria Guimarães.
Licenciado em Medicina pela Escola Médico-Cirúrgica do Porto, especializou-se em Medicina Hidrológica ou Termal. Foi Director Clínico do estabelecimento termal do Mourisco, em Vizela, de que o seu pai era proprietário.
No campo político, durante a Monarquia Constitucional, foi militante e dirigente local do Partido Regenerador, tendo sido Vereador da Câmara Municipal de Guimarães nos mandatos de 1902-1904, 1905-1907 e 1908-1910.
Com o advento da República, não se filia imediatamente num partido político. No entanto, acaba por filiar-se no Partido Evolucionista por volta de 1912 ou 1913. Nesse partido virá a ser um dos homens-forte no Distrito de Braga, sobretudo a partir de 1916, constituindo-se como um dos principais apoios nesse distrito do líder nacional do partido e futuro Presidente da República, António José de Almeida.
Em 1919 é eleito Senador da República, cargo que virá a exercer até 1921. Em maio desse ano assume o cargo de Governador Civil de Braga, que irá ocupar durante apenas algumas semanas.
No campo cívico e social, foi um dos principais impulsionadores do estabelecimento do Hospital de Vizela. Foi igualmente Provedor da Santa Casa da Misericórdia de Vizela e benemérito dos Bombeiros de Vizela e de diversas outras instituições.